# VM i markhåndbold 1959 (mænd)
Verdensmesterskabet i markhåndbold 1959 var det femte VM i markhåndbold for mænd, og turneringen blev arrangeret af International Handball Federation. Slutrunden med deltagelse af syv hold blev spillet i Østrig i perioden 14. – 21. juni 1959.
Mesterskabet blev vundet af Tyskland, der stillede med en fælles hold med otte spillere fra Vesttyskland og otte spillere fra Østtyskland. Holdet gik ubesejret gennem turneringen og slog Rumænien i finalen med 14-11. Bronzemedaljerne blev vundet af Sverige, der vandt 13-10 over Østrig i bronzekampen. Danmark endte på sjettepladsen.

## Slutrunde

### Hovedrunde

#### Gruppe A
| Dato                | Kamp               | Res.  | Spillested |
| ------------------- | ------------------ | ----- | ---------- |
| 14.6.               | Tyskland – Danmark | 20–60 | Salzburg   |
| 14.6.               | Sverige – Østrig B | ?–?   |            |
|                     | Tyskland – Sverige | 17–70 |            |
| Østrig B – Danmark  | ?–?                |       |            |
|                     | Sverige – Danmark  | 20–50 | Wien       |
| Tyskland – Østrig B | 19–50              | Graz  |            |

| Hold     | Kampe                      | Mål                        | Point                      |
| -------- | -------------------------- | -------------------------- | -------------------------- |
| Tyskland | 2                          | 37-13                      | 4                          |
| Sverige  | 2                          | 27-22                      | 2                          |
| Danmark  | 2                          | 11-40                      | 0                          |
| Østrig B | Deltog udenfor konkurrence | Deltog udenfor konkurrence | Deltog udenfor konkurrence |

#### Gruppe B
| Dato               | Kamp              | Res.  | Spillested |
| ------------------ | ----------------- | ----- | ---------- |
|                    | Schweiz – Ungarn  | 11–70 |            |
| Rumænien – Østrig  | 19–60             |       |            |
|                    | Rumænien – Ungarn | 18–12 |            |
| Østrig – Schweiz   | 15–13             |       |            |
|                    | Østrig – Ungarn   | 16–14 | Wien       |
| Rumænien – Schweiz | 14–90             | Wien  |            |

| Hold     | Kampe | Mål   | Point |
| -------- | ----- | ----- | ----- |
| Rumænien | 3     | 51-27 | 6     |
| Østrig   | 3     | 37-46 | 4     |
| Schweiz  | 3     | 33-36 | 2     |
| Ungarn   | 3     | 33-45 | 0     |

### Finalekampe
| Kamptype           | Dato  | Kamp                | Res.  | Spillested |
| ------------------ | ----- | ------------------- | ----- | ---------- |
| Kamp om 5.-pladsen | 19.6. | Schweiz – Danmark   | 17–70 | Wien       |
| Bronzekamp         | 20.6. | Sverige – Østrig    | 18–90 |            |
| Finale             | 21.6. | Tyskland – Rumænien | 14–11 | Wien       |

| Plac. | Hold     |
| ----- | -------- |
| 1.    | Tyskland |
| 2.    | Rumænien |
| 3.    | Sverige  |
| 4.    | Østrig   |
| 5.    | Schweiz  |
| 6.    | Danmark  |
| 7.    | Ungarn   |